# Ultra smider tøjet
Ultra smider tøjet er et dansk børneprogram fra DR Ultra. Programmet består i at en række voksne mennesker stiller sig nøgne frem for en folkeskoleklasse, der får lov at stille spørgsmål til de voksnes kroppe og kroppen generelt. Hvert program har et overordnet tema. Værten er Jannik Schow, og formålet med programmet er at give børn er billede af, at kroppen kan være meget forskellig, og at der ikke findes en "perfekt krop".
Børnene stiller spørgsmål om kroppens udvikling, deres udseende og hvordan personerne har det med deres kroppe.
Programmet skabte meget omtale i både danske og udenlandske medier, hvor det blev både rost og kritiseret for at vise nøgne kroppe til børn.

## Modtagelse
Den amerikanske avis roste programmet for at vise forskellige typer kroppe.
Interesseorganisationen Danske Naturister roste programmet, og udtalte bl.a. "Som naturist vil jeg gerne slå et slag for, at flere får et naturligt forhold til nøgenhed i deres hverdag."
På hjemmesiden teenstyle.dk blev programmet fremhævet som noget alle børn bør se og skrev at "Børn skal ikke afskærmes for, hvordan helt almindelige kroppe ser ud, for herre gud, det er jo blot kroppe.".
Både i Norge og Holland har tv-kanaler udtrykt ønske om at producere deres egen udgave af programmet.
Folketingspolitikeren Peter Skaarup fra Dansk Folkeparti kritiserede programmet og udtalte at "Det er alt for tidligt for børn at begynde med tissemænd og tissekoner. Det fordærver vores børn, som i den alder allerede har mange ting kørende rundt i hovedet på dem. Det er ikke nødvendigt med de her ting oveni".
Flere internationale medier havde indslag om programmet.
Den britiske avis The Daily Telegraph skrev om programmet at det var med til at udfordre myten om "den perfekte krop".
På sociale medier fik historierne i New York Times og The Telegraph folk til at sammenligne programmet med Muhammed-tegningerne.
Den tyrkiske statsstyrede tv-kanal TRT World havde et indslag om programmet, hvor det blev kritiseret og de fandt negative reaktioner på Twitter.
Under forberedelserne til anden sæson havde DR henvendt sig til en række personer for at lave programmerne om "Hud og hår", "Forskellig vægt", "Kropsudsmykning", "Sygdom/handicap" og "Transkønnethed". Det fik kritik fra flere organisationer der repræsenterede minoriteter, da de følte sig udstillet. Det fik DR til at ænder konceptet lidt, så det ikke var et helt program kun om f.eks. transkønnethed.

### Priser
I 2019 vandt programmet prisen som Årets børneprogram ved TV Prisen. DR blev sikrede sig dermed prisen for 10. år i træk. Juryen udtalte at "Programmet er velfortalt og skidesjovt. Det er clickbait, men samtidig vigtigt og utrolig lærerigt. Det er ikke pinligt og akavet. Det er fortalt i øjenhøjde med børnene og et dejligt alternativ til skolens seksualundervisning".

## Episoder

### Sæson 1
| Nr. | Afsnit                                          | Beskrivelse |
| --- | ----------------------------------------------- | ----------- |
| 1   | Vi inviterer 5 forskellige tissekoner i studiet | Om vulva    |
| 2   | Her er 5 nøgne numser (og en masse prutter)     | Om bagdelen |
| 3   | Så er der 9 nøgne bryster, babser og boobs      | Om bryster  |
| 4   | Nu er der 5 nøgne kroppe og 15 donuts           | Om nøgenhed |
| 5   | Hvilken tissemand er mest almindelig?           | Om penis    |

### Sæson 2
| Nr. | Afsnit          | Beskrivelse                       |
| --- | --------------- | --------------------------------- |
| 1   | Mærket af livet | Personer med bl.a. proteser og ar |
| 2   | Hud og hår      | Om bl.a. kønsbehåring             |
| 3   | Størrelser      | Tynde og tykke, høje og lave      |
| 4   | Udsmykning      | Piercinger og tatoveringer        |